# 麻柳乡 (夹江县)
麻柳乡，是中华人民共和国四川省乐山市夹江县曾经下辖的一个乡。2019年9月，撤销麻柳乡和歇马乡，将其所属行政区域划归华头镇管辖。

## 行政区划
麻柳乡撤销前下辖以下地区：
关口村、蒲泉村、大明村、山青村、马岗村、前峰村、佛音村、西陵村和建乡村。